# كلارينغتون (أونتاريو)
كلارينغتون، أونتاريو (بالإنجليزية: Clarington)‏ هي مدينة كندية تقع في مقاطعة أونتاريو. تبلغ مساحة هذه المدينة 611.0976 (كم²)، ويبلغ عدد سكانها 77820 نسمة حسب إحصاء سنة 2006 م، بينما كان يسكنها 69834 نسمة في سنة 2001 م. تحتل هذه المدينة المرتبة رقم 64 بين مدن كندا حسب عدد السكان والمرتبة رقم 29 في المقاطعة. نما عدد السكان في هذه المدينة بنسبة (11.4) بين العامين المذكورين.

## أعلام
- كين ديفيز
- أوتو بوكانان إليوت
- تشارلز جوناس ثورنتون
- سام هيوز

## وصلات خارجية
- الأطلس الحكومي لكندا
- إحصاءات كندا مع ساعة تعداد السكان